# UXGA
超级扩展图形阵列（英語：Ultra eXtended Graphics Array，簡稱或）是一种既成事实的标准。分辨率为1600×1200（每像素32比特，或称本色）。